# Захидов, Эркин Агзамович
Захидов, Эркин Агзамович (узб. Zohidov, Erkin Agzamovich; род. 1 августа 1955 года, Узбекская ССР) — старший лаборант, инженер, стажер-исследователь Отдела теплофизики Академии Наук Республики Узбекистан, советник президента Республики Узбекистана.

## Биография
1972—1977 гг. — студент Ташкентского государственного университета.
1977—1981 гг. — старший лаборант, инженер, стажер-исследователь Отдела теплофизики Академии Наук Республики Узбекистан.
1981—1984 гг. — аспирант Института Общий физики Академии наук СССР.
1985—1995 гг. — старший научный сотрудник, ведущий научный сотрудник Отдела теплофизики Академии Наук Республики Узбекистана.
1995—1998 гг. — директор Узбекско-Индийского центра содействия научно-техническому сотрудничеству.
1998—2005 гг. — начальник управления Государственного комитета Республики Узбекистана по науке и технике.
2005—2006 гг. — ведущий консультант Аппарата Президента Республики Узбекистан.
2006—2008 гг. — руководитель исполнительного аппарата Комитета по координации развития науки и технологий при Кабинете Министров РУз.
2008—2010 гг. — советник Президента РУз по вопросам науки, образования и здравоохранения.
2010—2012 гг. — руководитель Отдела теплофизики Академии Наук Республики Узбекистан.
2012—2016 гг. — заместитель директора института Ионно-плазменных и лазерных технологий Академии Наук.